# Pat Brown
Edmund Gerald "Pat" Brown, Sr., född 21 april 1905 i San Francisco, Kalifornien, död 16 februari 1996 i Beverly Hills, Los Angeles, Kalifornien, var en amerikansk politiker och den 32:a guvernören i delstaten Kalifornien 1959–1967. Sonen Jerry Brown var Kaliforniens 34:e guvernör 1975–1983 och 39:e guvernör sedan 2011–2019.
Pat Brown avlade 1927 juristexamen vid San Francisco Law School. Han kandiderade 1928 som republikan till California State Assembly, underhuset i delstatens lagstiftande församling. Brown förlorade och bytte senare parti till demokraterna. Han valdes 1943 till distriktsåklagare i San Francisco. Efter sju år som distriktsåklagare bestämde han sig för att kandidera till delstatens justitieminister (California Attorney General). Han vann och tjänstgjorde i det ämbetet 1951-1959 och därefter lika länge som guvernör. I 1958 års guvernörsval besegrade han William F. Knowland, tidigare majoritetsledaren i USA:s senat. Fyra år senare vann han mot Richard Nixon.